# Figulus curvicornis
Figulus curvicornis es una especie de coleóptero de la familia Lucanidae.

## Distribución geográfica
Habita en Lanyu, Luzon y Sibuyan en  (Filipinas).